# Самургашев, Рафаэль Вартересович
Рафаэль Вартересович Самургашев (род. 28 июля 1963 года, Ростов-на-Дону) — советский и армянский борец греко-римского стиля. Призёр чемпионата СССР (1989), участник Олимпийских игр (2000). Мастер спорта СССР международного класса. Заслуженный тренер России (1995). Заслуженный работник физической культуры Российской Федерации.
Президент Межрегиональной ассоциации общественных объединений спортивной борьбы Южного федерального округа. Старший брат олимпийского чемпиона Вартереса Самургашева. Рафаэль Самургашев — Множество раз побеждавший как в российских, так и международных чемпионатах. Он является мастером спорта и заслуженным тренером России, который смог привести Вартереса Самургашева к победе на Олимпийских играх в Сиднее. Помимо этого Р. Самургашев постоянно помогает детям, «выбивая» у федерации деньги на строительство спортивных зданий и сооружений для молодых ребят.

## Биография
Рафаэль родился в спортивной семье. Отец — Самургашев Вартерес Семёнович (1937—2009), Заслуженный тренер России по греко-римской борьбе. Мать — Самургашева Нелли Аристакесовна, Заслуженный тренер России по греко-римской борьбе, единственная женщина в России, получившая высокое звание тренера по этому виду спорта.
Борьбой начал заниматься в возрасте пятнадцати лет под руководством мастера спорта СССР Сурена Казарова. В 1989 году становился бронзовым призёром чемпионата СССР. В 2000 году в составе сборной Армении участвовал в Олимпийских играх в Сиднее.

## Семья
Рафаэль женат на Татьяне Самургашевой, у них есть 5 дочерей: Лариса, Ольга, Татьяна, Анна и Анастасия. Три младшие занимаются теннисом, учатся в США, в академии Ника Боллетьери, которая находится во Флориде. Есть племянник Рафаэль Самургашев.
Братья:
- Альберт Самургашев (р. 1965) — Заслуженный тренер России[3].
- Семён Самургашев (р. 1976) — Заслуженный тренер России[3].
- Вартерес Самургашев (р. 1979) — чемпион Олимпийских игр 2000 года.